# 孤胆车神：维加斯
《孤胆车神：维加斯》是一款由Gameloft基于Havok物理引擎开发的3D游戏。这是其孤胆车神系列的第四代作品，其续作为《孤胆车神新奥尔良》。

## 游戏背景
游戏设定在现代的拉斯维加斯，主角杰森·马龙作为一名善良的拳击手，因为破坏了邪惡市長法蘭克·貝尼亞諾的假拳计划而遭追杀。在逃亡路上，杰森打电话给堂哥的朋友贝拉·蒙特洛（當地一家脱衣舞俱樂部老板）寻求帮助，并结识了秘书凯伦，以及其朋友伊曼，并在贝拉·蒙特洛女士的協助下，同时挫败法兰克·貝尼亞诺的計畫。一日，傑森一行人因搶劫法蘭克位於豪華赌场內的金库后，而導致贝拉的脱衣舞店遭到法蘭克突袭，杰森被掳的局勢。與此同時，法蘭克在他的地盘上杰森被告知需为他「賣命」才能求得一条生路，經过反抗後傑森順利逃離法蘭克的地盤，同时杰森被法兰克悬赏。为了安全，杰森再次反抗法蘭克。最终，杰森伪装成接应法蘭克逃亡（因为弗兰克被调查并被通缉）的直升机驾驶员在“大铁球”的直升機停機坪上与法蘭克對決時，使用打火机打敗他，等法蘭克全身著火後，企圖推著裝滿錢的大鐵箱把傑森推下停機坪，結果自己從停機坪上失足墜落身亡，因此解除了对傑森的悬赏
。遊戲主線劇情內還藏了些彩蛋。在第一章最後一關<<和平女神蒙特羅>>，傑森和凱倫和薇拉慶祝時，法蘭克與他的打手衝進脫衣舞俱樂部，並引發激烈的火拼，在火拼時，雙方的談話內容主要是薇拉的丈夫強尼因收留法蘭克，而為法蘭克死一事。而雙方交火的過程中，一發子彈擊中凱倫，傑森為掩護薇拉與凱倫撤退，而沒注意到班尼用火箭筒射過來的制導火箭，另外在劇情任務第三章<<美國技術>>，因為凱倫被法蘭克綁架，所以傑森找伊曼協助，接著伊曼提出去空軍基地偷走個人追蹤設備風聲線，但伊曼並不能同行，因為他當過兵。此外，在孤膽車神紐奧良的第二個劇情關卡，玩家必須去營救伊曼，而且伊曼在該遊戲裡的角色定位是一名製毒專家(因為伊曼在維加斯玩遊戲輸了一大筆錢，加上薇拉在<<英雄救美>>任務中犧牲，所以他的新雇主可能在那時候轉移到紐奧良。)

## 遊戲玩法

#### 開放世界:
玩家可在遊戲內的假想城市裡自由移動 使用各式載具 甚至是使用各式方式殺人 搶奪高價值載具...。一但遭到警方的「注意」(通緝)，畫面右上方便會顯示通緝等級，等級越高，出動的警力攻擊力越高 警方人數越多 通緝等待冷卻時間越長。

#### 劇情模式:
主線任務:
描述傑森一行人與法蘭克的故事
惡魔任務:
描述傑森替惡魔收回三個人的靈魂(他們出賣自己的靈魂，換取惡魔給他們各自領域的巔峰)
外星任務:
描述傑森與伊曼發現外星人到趕跑外星人的劇情

#### 地標任務:
每一地標有5個任務，分別是屠殺 生存 攻擊 時間挑戰 光環挑戰

#### 全城賽事:
賽事包含全地盤的全部任務，任務內都有數把鑰匙可以解鎖，解鎖鑰匙後可以抽轉盤換取獎勵

#### 單人賽事:
正如其名，賽事皆為單人模式，賽事內容包含隨機地標任務。賽事有排名，排名越高，賽事獎勵越高級

#### 幫派賽事:
需加入幫派，賽事皆為單人模式，內容包含隨機地標任務。有排名制，玩家所屬幫派排名越前面，賽事獎勵越高級

#### 外星/惡魔入侵:
玩家須成功利用現有的武器擊退入侵者，每擊殺一名入侵者即可領取兌換幣，每波入侵會出現更強大的入侵者，擊殺後會得到更多的兌換幣。兌換幣可換取武器 載具 服裝。活動結束後，未使用的兌換幣則自動轉換成現金

## 遊戲交易單位
钻石：游戏内高级货币，用于购买游戏内商品。可使用真实金钱购买。
G幣：游戏内一般货币，用于购买游戏内商品。可使用钻石兑换。
SP點數：游戏内特殊技能点数，用于提升人物技能。可使用钻石兑换。
皇家俱乐部：游戏内付费内容，购买后每月享受免费弹药及车辆交付。购买时将获得vip点数。
特殊物品包：游戏内付费内容，购买后将获得游戏内商品。购买同时将获得vip点数。
VIP：游戏内特殊荣誉，拥有后可享受特权并解锁特殊商品。使用vip点兑换。点数目前可從地標處獲得，或者通过付费购买获得。
战斗通行证：一些新出的物品 武器 或者服装都会在这里面 未開通通行證只能拿基本獎勵 购买並全部解索后可以得到全部物品
R幣(租賃幣):可以暫時租用武器 載具 可透過看廣告獲取 鑽石兌換或是皇家俱樂部每日免費領取

## 争议
付費下載:
遊戲最初发布的时是一款付费游戏，然而在不久后被更改为免费，并以内购收费的方式进行运营。但后来由于gameloft遭维旺迪收购，不但内购价格抬高甚至一度影响正常游戏体验
惡魔劇情任務:
支線劇情「惡魔關卡」只有四關，且只有開頭但沒有結尾(任務尾聲尚未交代傑森與惡魔的關係)
獎勵機制:
遊戲內具有觀看廣告領取免費物品、鑽石或是G幣功能，玩家看完廣告後，沒辦法領取相應獎勵
廣告投放:
遊戲投放過多廣告